# Suíntila
Suíntila fou rei visigot del 621 al 631. Havia lluitat contra els runcons el 612, i contra els romans d'Orient sota les ordres de Sisebut el 614-615. Succeí Recared II el 621.
Tant bon punt va accedir al tron Suintila va haver de combatre contra els vascons que tornaven a assolar la Tarraconense, i descendiren per la Vall de l'Ebre. L'exèrcit reial va sorprendre els vascons lluny de les seves muntanyes i d'altres zones agrestes on refugiar-se. Centenars de vascons van ser capturats i van haver de lliurar les seves armes. Per garantir la tranquil·litat en el futur, el rei va exigir dels caps de guerra el lliurament d'ostatges. A més se'ls va obligar a treballar construint una fortalesa, anomenada Ologicus, la qual no ha estat identificada, però que hauria de situar-se a la zona entre Pamplona i l'Ebre, i a la qual segurament es traslladaria la guarnició visigoda de Pamplona, ciutat on era massa vulnerable en estar envoltada d'una població hostil. Per això Isidor va anomenar Ologicus com Civitatem Gothorum (Ciutat dels gots) en contraposició a Pamplona, ciutat dels vascons.
Però les bandes de vascons que no havien estat capturades i desarmades, es van reorganitzar ràpidament i van reprendre les seves activitats, probablement el següent any (en tot cas és segur que tornaven a assolar la Tarraconense el 625).
Entre el 622 (després de la campanya vascona) i el 625 (quan de fet acaba la seva crònica Isidor) Suintila va expulsar els romans d'Orient de llurs últimes posicions. La qüestió romana d'Orient és objecte de múltiples controvèrsies. Els grecs havien ocupat alguns territoris en temps de Recared, cap al final del seu regnat, (el 589 governava Spania el patrici Comenciolus, i sembla que no es temia cap atac visigot, però la situació va canviar a la fi del segle). Durant el regnat de Viteric va tornar a combatre's amb resultat incert (una probable expansió romana d'Orient limitada va haver de ser contrarestada pel contraatac visigot); Gundemar els va atacar de nou el 611 però sembla que els grecs fins i tot van poder mantenir les seves posicions essencials. Les campanyes decisives es van portar a terme els anys 614 i 615, prenent-se diverses ciutats, entre elles Màlaga. El problema consisteix a saber quin any es va conquerir Cartago Nova (tradicionalment s'assenyalava la data del 621, però probablement no és correcta).
A la dècada dels trenta, és a dir alguns anys després de l'expulsió dels romans d'Orient, la ciutat romania destruïda (així ho indica Isidor a la seva obra Etimologies), cosa que pel que sembla va ser obra dels gots, que van fer el mateix amb altres ciutats. El cronista franc Fredegari confirma el fet amb aquestes paraules: «…et plures civitates ab imperi Romano Sisebodus litore maris abstulit et usque fundamentum destruxit.», text del qual la traducció seria: «i més ciutats de l'Imperi Romà van ser preses per Sisebut a la zona costanera i seguidament va iniciar la seva destrucció». De fet Cartago Nova ja havia d'estar amenaçada des dels temps de Viteric. La propera ciutat de Bigastrum va caure abans del 610 en mans visigodes (doncs el seu bisbe va assistir a un concili el 610) i va obtenir certa preponderància, potser a causa que la població de Cartagena abandonava la ciutat i es refugiava a Bigastrum, però va ser destruïda cap a aquesta mateixa època (anys vint o trenta). La hipòtesi més corrent és que els gots no podien prendre les ciutats emmurallades més que després de llargs setges, i per això quan prenien ciutats emmurallades a l'enemic destruïen les fortificacions perquè no tornessin a servir-los de base en cas d'una reconquesta. La tesi es recolza en la destrucció (comprovada per l'arqueologia) de les ciutats d'Àfrica quan la província va ser presa pels vàndals; en la destrucció de les ciutats italianes de Pisaurum i Fanum pel rei ostrogot Vitiges, i de Benevent, Nàpols, Spoleto i Tívoli per un altre rei ostrogot, Tòtila; i en una conducta similar dels llombards amb els romans d'Orient. Això pressuposa que Cartago Nova hauria de ser presa pels gots després del regnat de Recared i abans del de Sisebut (és a dir entre el 602 i el 612). El 602 l'exèrcit que els havia de combatre va ser confiat a Viteric, qui el març del 603 va aprofitar el seu control per donar un cop d'estat. Per tant, va poder combatre durant el 602 sense que se sàpiga res d'això; en canvi sens dubte no va sortir a combatre el 603; després es va poder combatre el 604, 605 i 606 (i potser fins i tot posteriorment el 607, 608 i 609) i en alguna d'aquestes campanyes es prengué Sagontia i segurament Bigastrum; finalment es va tornar a lluitar el 611, sembla que amb poc èxit. El fet que el Bisbe de Bigastrum estigués present en el Concili del 610, i que precisament la qüestió d'aquest Sínode fos convertir a Toledo en arquebisbat en substitució de Cartago Nova, podria indicar que la ciutat encara no havia estat recuperada. La destrucció en aquest cas cal atribuir-la als romans d'Orient, que, encerclats, l'haurien destruït abans d'abandonar-la. Només la referència de Fredegari de què la destrucció de ciutats costaneres va ser obra de Sisebut impedeix assegurar-ho. La conquesta fou probablement el 614.
Després d'això quedava poc als romans d'Orient. Tradicionalment es col·locava el seu domini al sud de Portugal (basat en la inassistència als concilis posteriors al 589 i fins al del 653 del Bisbe d'Ossonoba; així els romans d'Orient haurien dominat la regió des d'aproximadament el 599 fins al voltant del 650), però és molt improbable que mai, ni en els inicis de la seva presència, quan major extensió abraçava el seu domini, arribessin a dominar aquesta zona. Segurament la seva zona de domini s'havia reduït a una zona de l'Estret enfront de Ceuta, entre la regió de Gades (amb Besipo, Melgable i Bilone Claudia), la zona de l'Estret pròpia (amb Mellaria i Calp) i la zona a l'oest de Màlaga (amb Barbesula, Sálduba i Suol). Isidor és molt poc informatiu (fet habitual en l'il·lustre sant) i es limita a indicar: "...urbs residuas quas in Hispaniis Romana magnus agebat, proelio conserto obtinuit" que es traduiria per: "la resta de les ciutats de certa importància que conservaven els romans d'Orient les va ocupar (Suintila) mitjançant batalla". No dona ni el nom d'una d'elles, ni la data, ni cap indicació apreciable més que el fet de parlar de ciutats en plural, el que indicaria que eren més d'una.
Tradicionalment s'ha suposat Màlaga, Ceuta i Tànger ocupades el 615, Cartago Nova el 621 (o més aviat el 622, car el 621 el rei va combatre contra els vascons), l'Algarve cap al 625-626, i les últimes places indeterminades el 629. Però atès que Isidor va acabar la seva Crònica a la primavera del 626 i la conquesta ja havia conclòs, haurem de suposar que aquesta va tenir lloc amb anterioritat. Com suposem que Cartago Nova havia estat ocupada vers el 614 i que els Algarves mai van ser possessió grega, sol restaven als orientals algunes possessions, segurament a la zona de l'Estret, a l'altre costat de Ceuta. La campanya contra els vascons sol datar-se el 621, encara que també va poder esdevenir-se el 622, car Isidor sols indica que va ser "al principi del seu regnat". La lluita contra els bizantins va haver de portar-se a terme entre el 622 i el 625, i, per tant, sembla més probable que fora entre el 623 i el 625.
Abans del 625 Suintila va associar el tron al seu fill Ricimir. El seu germà Geila va participar també en el govern. El rei estava casat amb una dama anomenada Teodora. Se'l considera en general un governant pietós que donà a l'Església de Guarrazar en la Cartaginense una corona d'or (que encara existeix, formant part de l'anomenat tresor de Guarrazar que va ser localitzat a mitjan segle xix).
El 625 se sap per una carta de Brauli, bisbe de Saragossa des del 631 al 651 (va succeir el seu germà Joan, que havia estat bisbe des del 619 al 631 aproximadament), que es produïen desordres als voltants de la ciutat, i hi havia guerra, pesta i fam. No hi ha dubte que l'activitat vascona a la zona s'havia reprès.
Isidor va dedicar al rei la seva primera edició de la Història dels gots, i en ella va fer un elogi de la bona fe, la prudència, l'energia, el rigor com a jutge, la diligència en els assumptes de govern i la generositat amb els pobres del rei. Però en la segona edició, uns deu anys després, quan ja Suintila havia estat deposat, tots aquests elogis van ser suprimits. Sembla que els elogis tenien un fons de veritat, i que en tot cas la política del rei disgustava als magnats i no al poble. No obstant això no podia mantenir-se l'alabança una vegada caigut del poder, i amb el tron ocupat per la facció rival.
El 631 va ser enderrocat pel dux de Septimània, Sisenand. Suintila va fugir i va morir després del 634 (potser cap al 641). El 633 el IV Concili de Toledo, presidit per Isidor de Sevilla, el va excomunicar i expropiar els béns.